# Marguerite de Prusse
Titres
Reine titulaire de Finlande
9 octobre 1918 – 14 décembre 1918
(2 mois et 5 jours)
Épouse du prétendant au trône de Finlande
11 novembre 1918 – 28 mai 1940
(21 ans, 6 mois et 17 jours)
Épouse du prétendant
au trône de l'Électorat de Hesse
16 mars 1925 – 28 mai 1940
(15 ans, 2 mois et 12 jours)
Marguerite de Prusse (en allemand : Margarethe von Preußen), princesse de Prusse puis, par son mariage, landgravine de Hesse-Cassel, est née le 22 avril 1872 à Potsdam, en Prusse, et morte à Kronberg im Taunus, en Allemagne de l'Ouest, le 22 janvier 1954. Fille du Kaiser Frédéric III d'Allemagne et épouse du landgrave Frédéric-Charles de Hesse-Cassel, c’est une princesse allemande élevée au rang de reine de Finlande durant les dernières semaines de la Première Guerre mondiale.

## Biographie

### Enfance

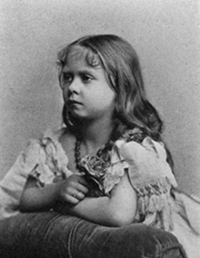
La princesse Marguerite enfant.

Dernière enfant du futur Frédéric III d’Allemagne et de la princesse royale Victoria du Royaume-Uni, Marguerite voit le jour au Nouveau Palais de Potsdam deux après que son grand-père soit devenu le premier empereur allemand sous le nom de Guillaume Ier. Par son père, elle est donc la petite-fille du Kaiser et d'Augusta de Saxe-Weimar-Eisenach, tandis que, par sa mère, elle descend de la reine Victoria du Royaume-Uni et du prince consort Albert de Saxe-Cobourg-Gotha.
Sa marraine est la princesse héritière d'Italie Marguerite de Savoie et son parrain est l'empereur Pierre II du Brésil. Au moment de son baptême, l’enfant a sur la tête une fine couverture de cheveux qui fait penser à de la mousse (« moss », en anglais) et sa famille décide donc de la surnommer « Mossy ».
La princesse grandit dans une atmosphère privilégiée et formelle. Comme ses sœurs Victoria et Sophie, Marguerite est très attachée à ses parents, et particulièrement à sa mère. Les petites filles forment donc un groupe quelque peu opposé à celui de leurs trois aînés, les princes Guillaume et Henri et la princesse Charlotte, beaucoup plus proches, quant à eux, de leurs grands-parents paternels. Marguerite est unanimement considérée comme la plus populaire des sœurs de Guillaume II, et entretient de bonnes relations avec la majorité des membres de sa famille. Elle est réputée ressembler à sa tante la princesse Alice du Royaume-Uni.

### Mariage

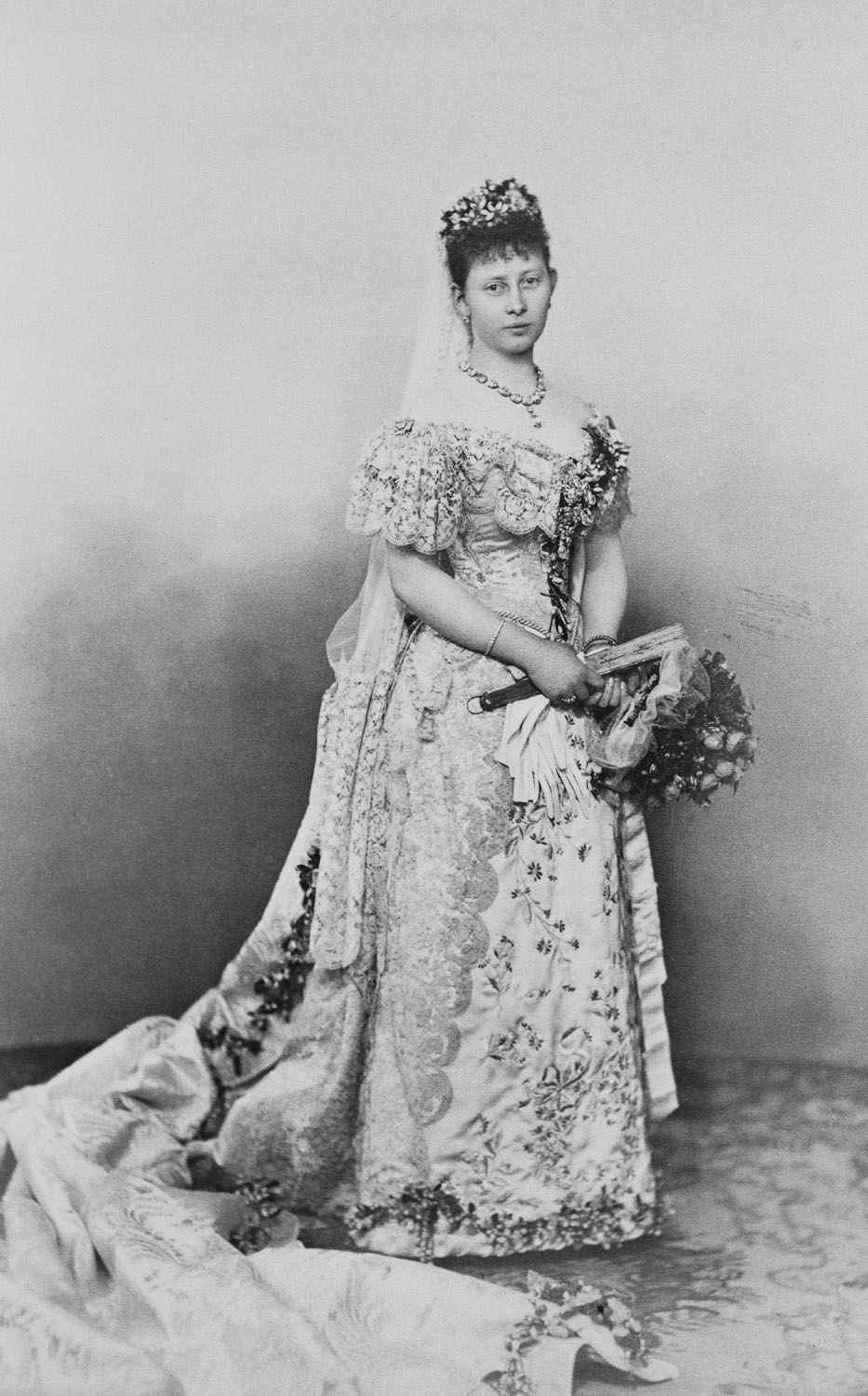
La princesse Marguerite le jour de son mariage.

Adolescente, Marguerite s’amourache du prince Max de Bade mais, celui-ci ne ressentant aucune attirance pour la princesse, elle finit par se tourner vers un cousin issu de germains, fils de la princesse Anne de Prusse, qui se convertira au catholicisme en 1901, et du landgrave Frédéric de Hesse-Cassel, le prince Frédéric-Charles de Hesse-Cassel, dont la famille a été dépossédée de ses états par les Hohenzollern après la Guerre austro-prussienne de 1866 mais réconciliée et dédommagée quelques années plus tard par un accord entre les deux Maisons. Initialement, Guillaume II est opposé à cette union, considérant Frédéric-Charles comme un prince mineur, indigne de la sœur de l'empereur, mais il finit par donner sa bénédiction, qualifiant Marguerite "d'insignifiante".

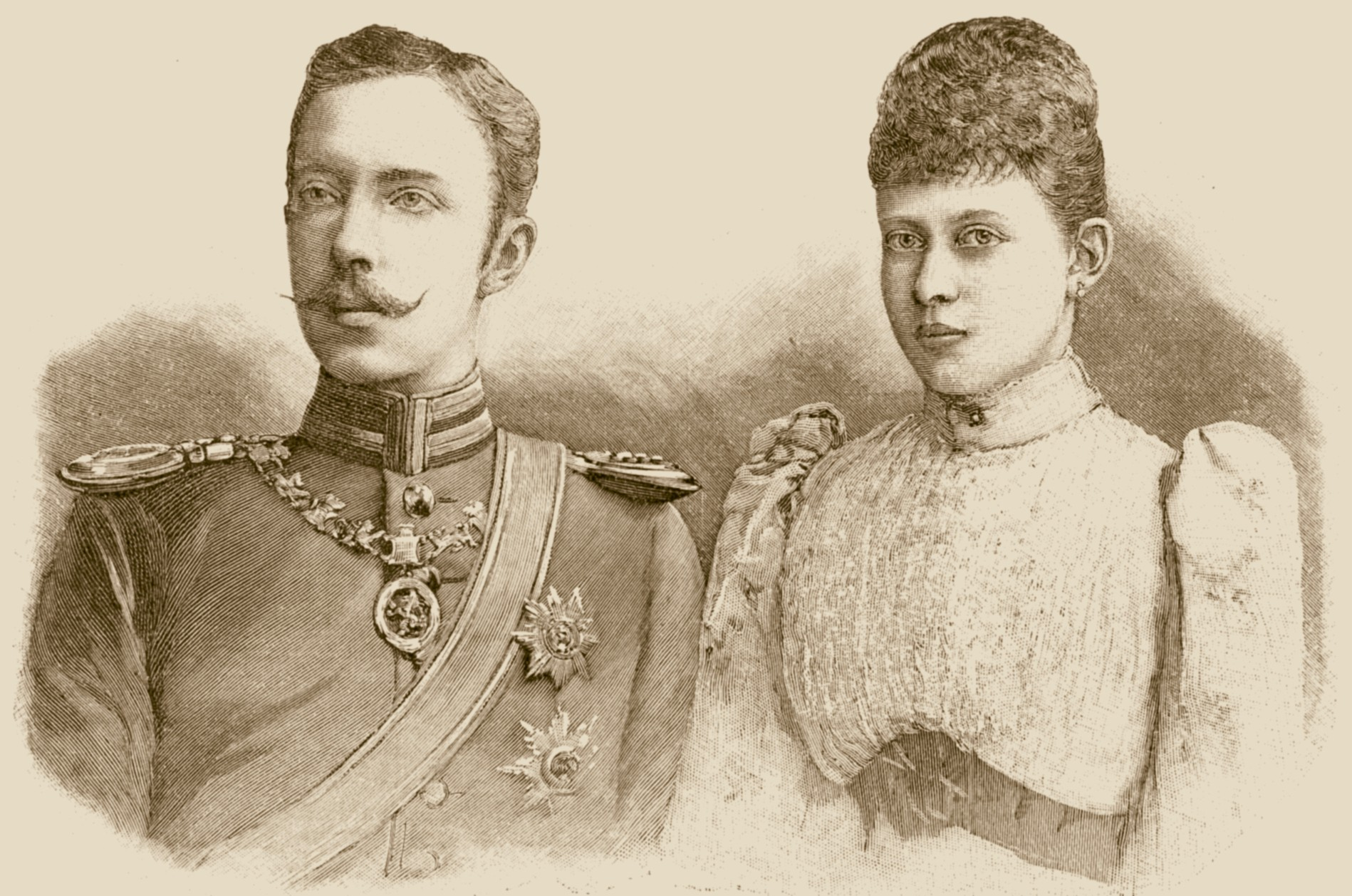
La princesse Marguerite et son époux, le prince Frédéric-Charles de Hesse-Cassel, en 1893.

Le couple s’unit au château de Berlin le 25 janvier 1893, jour anniversaire du mariage de Frédéric III et de Victoria.
À l’époque, Frédéric-Charles n’est pas encore le chef de la Maison de Hesse-Cassel et c’est son frère aîné, le landgrave Alexandre-Frédéric, qui détient ce titre. Cependant, ce dernier renonce à ses prérogatives en 1925 afin de pouvoir épouser une roturière.
La forte personnalité de la princesse contraste avec la nature beaucoup plus discrète de son époux, mais leur mariage est très  heureux et donne naissance à six garçons :
- Frédéric-Guillaume de Hesse-Cassel (1893-1916), prince de Hesse-Cassel ;
- Maximilien de Hesse-Cassel (1894-1914), prince de Hesse-Cassel ;
- Philippe de Hesse-Cassel (1896-1981), jumeau de Wolfgang, chef de la Maison unifiée de Hesse et Obergruppenführer dans la S.A, qui épouse en 1925 la princesse Mafalda d’Italie (1902-1944) ;
- Wolfgang de Hesse-Cassel (1896-1989), jumeau de Philippe, prince de Hesse-Cassel, qui épouse en 1924 la princesse Marie-Alexandra de Bade (1902-1944), avant de se remarier en 1948 à Ottilie Moeller (1903-1991) ;
- Richard de Hesse-Cassel (1901-1969), prince de Hesse ;
- Christophe de Hesse-Cassel (1901-1943), jumeau de Richard, prince de Hesse-Cassel, qui épouse en 1930 la princesse Sophie de Grèce (1914-2001).

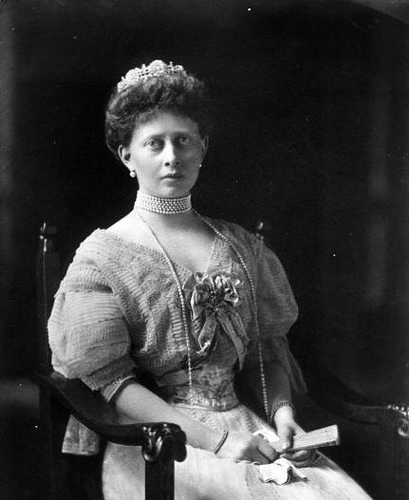
La princesse Marguerite de Prusse en 1905.

Au début de leur mariage, Marguerite et Frédéric-Charles vivent au château de Rumpenheim mais, en 1901, la princesse hérite de sa mère du château de Kronberg (anciennement Schloss Friedrichshof) et c’est là que le couple s’installe. À l’époque, il n’est pas très conventionnel qu’un mari établisse sa résidence chez son épouse. Cependant, en héritant du palais de sa mère, Marguerite s’engage à le maintenir en état, ce qui représente une dépense importante pour le couple. Par mesure d’économie, le couple choisit donc d’en faire sa résidence principale.

### Première Guerre mondiale
Lors de la Première Guerre mondiale, la princesse Marguerite perd ses deux fils aînés, Frédéric-Guillaume et Maximilien, tous deux morts au combat.
Maximilien, son fils préféré, est grièvement blessé le 12 octobre 1914, alors qu’il sert dans les Flandres. Il meurt peu de temps après et son corps est enterré secrètement par les habitants du village de Caëstre, quand ceux-ci apprennent qu’il est le neveu du Kaiser. Par la suite, le prêtre du village refuse d’indiquer la tombe du prince aux Allemands avant que ceux-ci aient libéré la Belgique et payé une compensation pour leurs dégâts. Le prince Wolfgang, frère puiné de Maximilien, fait alors appel aux autorités britanniques pour qu’elles servent d’intermédiaire entre la famille et les villageois. Une enquête est menée et les habitants finissent par rendre la dépouille du prince à ses parents.
Le prince Frédéric-Guillaume meurt quant à lui le 12 septembre 1916 à Kara Orman, en Roumanie. Tué lors d’un combat rapproché, sa gorge est perforée par la baïonnette d’un soldat ennemi.

### Reine de Finlande
Quelque temps avant la fin de la Première Guerre mondiale, en 1918, le prince Frédéric-Charles accepte la couronne de Finlande que lui propose son beau-frère l'empereur. Mais, la défaite du Reich face aux Alliés pousse le prince à renoncer au trône avant même que lui et son épouse se soient rendus dans leur royaume.
Si elle avait réellement régné, Marguerite aurait alors succédé à sa cousine germaine la tsarine de Russie Alix de Hesse-Darmstadt, qui portait entre autres titres celui de grande-duchesse de Finlande.

### Régime nazi
Pendant l’entre-deux-guerres, deux des fils survivants de Marguerite intègrent le parti nazi, dans l’espoir qu’Adolf Hitler restaure un jour la monarchie en Allemagne. Marguerite elle-même invite Adolf Hitler à prendre le thé à Friedrichshof, et brode la svastika.
Ayant épousé la princesse Mafalda d’Italie, fille du roi Victor-Emmanuel III, le prince Philippe de Hesse-Cassel sert d’intermédiaire entre l’Italie fasciste et l’Allemagne nazie. Mais, lorsque le roi d’Italie se retourne contre l’Allemagne en 1943, Philippe est arrêté et interné dans un camp de prisonniers politiques tandis que son épouse est envoyée à Buchenwald, où elle meurt bientôt d’une hémorragie.
De son côté, le prince Christophe de Hesse-Cassel soutient vigoureusement l’effort de guerre de l’Allemagne au début de la Seconde Guerre mondiale. Mais, après la bataille de Stalingrad, il se plaint du rôle médiocre qui lui est attribué dans l’armée et devient de plus en plus critique vis-à-vis du commandement militaire. Lorsque les nazis se retournent contre sa famille, il est sur le point de quitter le parti nazi mais il meurt dans un accident aérien avant d’avoir le temps de le faire.
Déjà endeuillée par les décès successifs de ses fils, Marguerite a également la douleur de perdre l’une de ses belles-filles. La princesse Marie-Alexandra de Bade, épouse du prince Wolfgang, meurt en effet pendant un bombardement aérien à Francfort, dans la nuit du 29 au 30 janvier 1944. Réfugiée dans une cave avec sept autres femmes venues effectuer un travail social dans la ville, elle est écrasée sous le poids du bâtiment, ce qui laisse son corps à peine reconnaissable.
Dans ces conditions difficiles, la princesse Marguerite joue le rôle de pilier familial pour les Hesse-Cassel et c’est elle qui doit prendre soin de plusieurs de ses petits-enfants durant et après la Seconde Guerre mondiale.

### Vol des bijoux de la maison de Hesse-Cassel
Le retour à la paix amène de nouvelles difficultés dans la vie de Marguerite. En novembre 1945, les soldats américains qui occupent Kronberg dérobent les bijoux de la maison de Hesse-Cassel, évalués à plus de deux millions de livres. De fait, une fois l’Allemagne vaincue, le château est utilisé comme club d’officiers par les autorités militaires américaines et le prince Wolfgang, craignant pour la sécurité du patrimoine de sa famille, décide de garder les joyaux des Hesse-Cassel dans un cellier du château. Mais, le 5 novembre, la directrice du club, le capitaine Kathleen Nash, découvre les bijoux et les subtilise avec l’aide de son futur mari, le colonel Jack Durant, et l’un de leurs amis, le major David Watson. Les bijoux sont ensuite transférés hors d’Allemagne et revendus.
Début 1946, Marguerite découvre le vol alors qu’elle cherche les bijoux qu’elle souhaite porter à l’occasion du remariage de sa belle-fille, la princesse Sophie de Grèce, avec le prince Georges-Guillaume de Hanovre. Marguerite et sa belle-fille dénoncent alors le vol aux autorités de Francfort et une enquête est menée. Les coupables sont découverts mais leur arrestation n’a pas lieu avant août 1951 et la Maison de Hesse ne retrouve qu'un dixième des bijoux volés.

### Disparition
Dernière enfant du Kaiser Frédéric III d’Allemagne et de son épouse, Marguerite meurt à l’âge de 81 ans, à Friedrichshof le 22 janvier 1954, vingt-deux ans après son époux et exactement cinquante-trois ans après sa grand-mère, la reine Victoria du Royaume-Uni.

## Distinctions
- Dame de l'Ordre de Louise

- Ordre royal de Victoria et Albert, deuxième classe[23]

### Sur Marguerite
- (en) John Van der Kiste, The Prussian Princesses: Sisters of Kaiser Wilhelm II, Fonthill, 2014
- (en) Charlotte Zeepvat, « 'Tante Mossy'. Quen of Finland », Royalty Digest Quarterly, no 2,‎ 2021 (ISSN 1653-5219).

### Autres ouvrages
- (de) Anders Huldén, Finnlands deutsches Königsabenteuer 1918, Herausgegeben von: Deutsch-Finnische Gesellschaft e.V. und erschienen bei: Traute Warnke Verlag, Reinbek, 1997  (ISBN 3-9801591-9-1)
- (en) Hannah Pakula, An Uncommon Woman - The Empress Frederick: Daughter of Queen Victoria, Wife of the Crown Prince of Prussia, Mother of Kaiser Wilhelm, New-York, Simon and Schuster, 1995 (ISBN 0684842165).
- (en) Jonathan Petropoulos, Royals and the Reich, New York, Oxford University Press, 2006 (ISBN 0195161335).
- (en) Henri van Oene, Genealogy of the Royal Family of Prussia, 13 May 1998, 18 September 2011